# Elvira Casazza
Elvira Casazza, nata Elvira Mari (Ferrara, 16 novembre 1884 – Milano, 24 gennaio 1965), è stata un mezzosoprano italiano.
Secondo il Dizionario biografico degli italiani, a cavallo fra XIX e XX secolo contribuì a scrivere un "capitolo importante della storia dell'interpretazione operistica", assieme ad altri cantanti quali Tina Poli-Randaccio, Lucia Crestani, Mafalda Favero ecc.

## Biografia
Dopo aver intrapreso i suoi studi a Milano, debuttò nel 1910 a Sanremo nel Il trovatore, poi fu a Venezia e negli Stati Uniti.
Nel suo vasto repertorio ha affrontato tutti i ruoli principali più importanti: La favorita, Amneris in Aida, Eboli nel Don Carlo, Carmen, Ortruda nel Lohengrin, Mignon, Ulrica ne Un ballo in maschera, Werther, La zia principessa in Suor Angelica, poi negli anni della maturità ha aggiunto al suo nutrito repertorio La strega in Hänsel und Gretel, di Margherita ne I quatro rusteghi, e soprattutto Quickly nel Falstaff di Verdi, in cui dava eccezionale sfoggio delle sue note di petto, rotonde e brunite.
Fu interprete delle prime assolute al Teatro alla Scala di Milano  di Debora e Jaele di Ildebrando Pizzetti nel 1922, e dei Cavalieri di Ekebù di Riccardo Zandonai nel 1925, poi di La via della finestra  di Zandonai a Pesaro nel 1919, Abul di Napomuceno a Buenos Aires nel 1913, Canossa di Malipiero a Roma nel 1914 e alla prima italiana dell'opera di Richard Strauss La donna silenziosa.
La sua ultima interpretazione fu a Trieste, nel ruolo della madre della Madre nell'opera Louise di Gustave Charpentier.
Dal 1948 si è dedicata all'insegnamento presso il Conservatorio di Pesaro e poi al Conservatorio di Santa Cecilia di Roma.
Vanta alcune registrazioni presso la Fonografia Nazionale Mondial Record (arie e anche alcuni duetti con Giovanni Inghilleri ed Ettore Bergamaschi).

## Repertorio
| Ruolo                      | Titolo                                  | Autore       |
| -------------------------- | --------------------------------------- | ------------ |
| Teresa                     | La sonnambula                           | Bellini      |
| Adalgisa                   | Norma                                   | Bellini      |
| Carmen                     | Carmen                                  | Bizet        |
| Pantalis                   | Mefistofele                             | Boito        |
| Madre                      | Louise                                  | Charpentier  |
| Principessa di Bouillon    | Adriana Lecouvreur                      | Cilea        |
| Fidalma                    | Il matrimonio segreto                   | Cimarosa     |
| Madama Brillante           | L'italiana in Londra                    | Cimarosa     |
| Leonora                    | La favorita                             | Donizetti    |
| Nutrice                    | Arianna e Barbablù                      | Dukas        |
| Contessa di Coigny Madelon | Andrea Chénier                          | Giordano     |
| La Strega                  | Hansel e Gretel                         | Humperdinck  |
| Casilda                    | Ruy Blas                                | Marchetti    |
| Lola                       | Cavalleria rusticana                    | Mascagni     |
| Margherita                 | Guglielmo Ratcliff                      | Mascagni     |
| Stella dell'Assassino      | Parisina                                | Mascagni     |
| Giglietta                  | Isabeau                                 | Mascagni     |
| Carlotta                   | Werther                                 | Massenet     |
| ?                          | Il combattimento di Tancredi e Clorinda | Monteverdi   |
| Arnalta Nutrice            | L'incoronazione di Poppea               | Monteverdi   |
| Fëkla Ivanova              | Il matrimonio                           | Musorgskij   |
| Marina                     | Boris Godunov                           | Musorgskij   |
| Debora                     | Debora e Jaele                          | Pizzetti     |
| La Cieca Laura Adorno      | La Gioconda                             | Ponchielli   |
| Suzuki                     | Madama Butterfly                        | Puccini      |
| La zia principessa         | Suor Angelica                           | Puccini      |
| Agnese                     | La fiamma                               | Respighi     |
| Berta                      | Il barbiere di Siviglia                 | Rossini      |
| Edvige                     | Guglielmo Tell                          | Rossini      |
| Erodiade                   | Salomè                                  | Strauss      |
| Clitennestra               | Elettra                                 | Strauss      |
| Zimmerlein                 | La donna silenziosa                     | Strauss      |
| La Madre                   | Mavra                                   | Stravinskij  |
| Peronella                  | Boccaccio                               | Suppé        |
| Mignon                     | Mignon                                  | Thomas       |
| Maddalena                  | Rigoletto                               | Verdi        |
| Azucena                    | Il trovatore                            | Verdi        |
| Ulrica                     | Un ballo in maschera                    | Verdi        |
| Preziosilla                | La forza del destino                    | Verdi        |
| Principessa d'Eboli        | Don Carlo                               | Verdi        |
| Amneris                    | Aida                                    | Verdi        |
| Emilia                     | Otello                                  | Verdi        |
| Mrs. Quickly               | Falstaff                                | Verdi        |
| Mary                       | Il vascello fantasma                    | Wagner       |
| Ortruda                    | Lohengrin                               | Wagner       |
| Fricka                     | La Valchiria                            | Wagner       |
| Brangania                  | Tristano e Isotta                       | Wagner       |
| Waltraute                  | Il crepuscolo degli dei                 | Wagner       |
| Margherita                 | I quatro rusteghi                       | Wolf-Ferrari |
| La Comandante              | I cavalieri di Ekebù                    | Zandonai     |
| Marchesa madre             | La via della finestra                   | Zandonai     |